# سیلا بن حبیب
سیلا بن حبیب (زاده ۹ سپتامبر۱۹۵۰)، فیلسوف ترک -آمریکایی است. او استاد علوم سیاسی و فلسفه در دانشگاه ییل، مدیر گروه رشتهٔ اخلاق، سیاست و اقتصاد و فیلسوف معاصراست. بن حبیب نویسندهٔ چند کتاب، به ویژه در مورد هانا آرنت و یورگن هابرماس است. او بیشتر به دلیل ترکیب نظریه انتقادی با نظریه فمینیستی شناخته شده‌است.

## زندگی
سیلا بن حبیب متولد استانبول است و در یک مدرسه انگلیسی زبان تحصیل کرده‌است. او در سال ۱۹۷۰ از یک کالج دخترانه آمریکایی در استانبول به نام رابرت کالج موفق به دریافت مدرک لیسانس شد. او در سال ۱۹۷۰ استانبول را به مقصد ایالات متحده آمریکا ترک کرد. در سال ۱۹۷۲ موفق به دریافت مدرک فوق لیسانس از دانشگاه براندیس و در ۱۹۷۷ مدرک دکترا از دانشگاه ییل شد. رد پای تاریخچه خانوادگی او به ۱۴۹۲ و اخراج یهودیان از اسپانیا بازمی‌گردد. او از استانبول به عنوان "یادگار بزرگ نقطه مرکزی پیوند اروپای قدیم به جهان "یاد می‌کند.